# I級潛艇
I級潛艇（德語：或稱）為納粹德國在第一次世界大戰後首先新設計出的新式潛艇，預計作為納粹德國海軍使用的遠洋型潛艇，但最後只有2艘I-A型潛艇被生產出來。I級潛艇決定停止生產是因為政治上的考量，而非其設計缺陷。I級潛艇被認為穩定性低和下潛速度慢而難以操控。I級潛艇的設計起源於船舶建設工程局（該公司還設計了蘇聯的S級潛艇），結合了芬蘭的維特希倫級潛艇（Vetehinen）和西班牙的E-1級潛艇，並加以改良而成。後來I級潛艇的基本設計還發展成VII級和IX級潛艇。
I級潛艇由不來梅的威瑟造船公司生產，於1936年2月14日下水。生產的兩艘分別為U-25號和U-26號，主要用於訓練和掛上納粹海軍旗宣傳國威。1940年時由於潛艇數量實在太少，這兩艘也被派去參加大西洋海戰。雖然兩艘作戰時間並不長，但都取得不錯的戰績。U-25號共戰鬥巡弋5次，擊沉了8艘船隻，直到1940年8月2日於挪威海域觸雷，連同艦上所有人員一起沉沒。U-26號則出擊6次，擊沉了11艘船隻，還在第一次的佈雷任務裡擊傷了一艘英國船隻。在它第2次的戰鬥巡弋中，它成了二次大戰爆發後首艘進入地中海的德國潛艇，還擊沉了2艘商船。在第6次的戰鬥巡弋中又擊沉了3艘商船，隔天又再擊傷了一艘。然而這次的攻擊卻遭2艘英國軍艦反擊，使其潛航設備出了問題而無法下潛，被後來抵達的桑德蘭水上飛機攻擊，艇員因此鑿沉了潛艇，並被盟軍軍艦所俘虜。

## 同型艦一覽表
- U-25號
- U-26號